# Liste der Bodendenkmale in Kellinghusen
In der Liste der Bodendenkmale in Kellinghusen sind die Bodendenkmale der Stadt Kellinghusen nach dem Stand der Bodendenkmalliste des Archäologischen Landesamts Schleswig-Holstein von 2016 aufgelistet. Die Baudenkmale sind in der Liste der Kulturdenkmale in Kellinghusen aufgeführt.
| Denkmal-ID           | Befundart           | Bezeichnung             | Zeitstellung                 | Lage | Bemerkungen | Bild |
| -------------------- | ------------------- | ----------------------- | ---------------------------- | ---- | ----------- | ---- |
| aKD-ALSH-Nr. 004 684 | Grabmal > Grabhügel | Grabhügel „Chimborasso“ | Vor- und/oder Frühgeschichte |      |             |      |
| aKD-ALSH-Nr. 004 685 | Grabmal > Grabhügel | Grabhügel               | Vor- und/oder Frühgeschichte |      |             |      |
| aKD-ALSH-Nr. 004 687 | Grabmal > Grabhügel | Grabhügel               | Vor- und/oder Frühgeschichte |      |             |      |
| aKD-ALSH-Nr. 004 688 | Grabmal > Grabhügel | Grabhügel               | Vor- und/oder Frühgeschichte |      |             |      |
| aKD-ALSH-Nr. 004 689 | Grabmal > Grabhügel | Grabhügel               | Vor- und/oder Frühgeschichte |      |             |      |
| aKD-ALSH-Nr. 004 690 | Grabmal > Grabhügel | Grabhügel               | Vor- und/oder Frühgeschichte |      |             |      |
| aKD-ALSH-Nr. 004 691 | Grabmal > Grabhügel | Grabhügel               | Vor- und/oder Frühgeschichte |      |             |      |
| aKD-ALSH-Nr. 004 692 | Grabmal > Grabhügel | Grabhügel               | Vor- und/oder Frühgeschichte |      |             |      |
| aKD-ALSH-Nr. 004 693 | Grabmal > Grabhügel | Grabhügel               | Vor- und/oder Frühgeschichte |      |             |      |
| aKD-ALSH-Nr. 004 694 | Grabmal > Grabhügel | Grabhügel               | Vor- und/oder Frühgeschichte |      |             |      |
| aKD-ALSH-Nr. 004 695 | Grabmal > Grabhügel | Grabhügel               | Vor- und/oder Frühgeschichte |      |             |      |
| aKD-ALSH-Nr. 004 696 | Grabmal > Grabhügel | Grabhügel               | Vor- und/oder Frühgeschichte |      |             |      |
| aKD-ALSH-Nr. 004 697 | Grabmal > Grabhügel | Grabhügel               | Vor- und/oder Frühgeschichte |      |             |      |
| aKD-ALSH-Nr. 004 698 | Grabmal > Grabhügel | Grabhügel               | Vor- und/oder Frühgeschichte |      |             |      |
| aKD-ALSH-Nr. 004 699 | Grabmal > Grabhügel | Grabhügel               | Vor- und/oder Frühgeschichte |      |             |      |